# 刘星 (音乐家)
刘星（1962年—），中阮演奏家、作曲家，上海半度音乐制作公司艺术总监，上海音乐学院中阮研究生导师。作品以中国民乐和Newage音乐为主。其创作的中阮协奏曲《云南回忆》是中阮乐曲的代表作。

## 生平
生於黑龍江，12歲師從月琴大師馮少先學習月琴，16歲考進上海音樂學院民族樂器系，因他一首創作曲《沙漠之夜》压倒了作曲系学生的作品胜出，于是转往民族理论作曲系，与閻惠昌同窗。但因和声、曲式等理论科目上考试不及格而退回，1982年以月琴系畢業。
畢業後於黑龍江省歌舞劇院工作，1985年起成為自由作曲家至今。

## 第一中阮協奏曲《雲南回憶》（1987）
當劉星在北京弹奏吉他演唱为自己积攒生活费，同时开始编写中阮練習曲和教学，他喜欢上了这件乐器，并开始構思《雲南回憶》一曲的写作。有一次，他把自己无意间琢磨出的几个片段弹给指挥家閻惠昌听，對方大為讚賞，建議他寫成三個樂章的中阮協奏曲。
他的創作隨筆提到：
獻給我摯誠的朋友 - 陳文
「每當她講述童年的情趣，都會令我產生無限的幻想和無盡的思念，那迷人的風情、令人超脫的音樂，滋潤了我的靈感，也為我沉鬱的情感帶來清新的感受。令人遺憾的是，我從未到過雲南。但願這不是終身的遺憾。」
實際上，這是他獻給他雲南太太陳文的作品，當時他聽了不少關於雲南的故事，作品完成後，便以《雲南回憶》命名並將樂曲獻给他的太太。 
這首協奏曲最終於1986年寫成，成為第一首以中阮為主奏樂器的協奏曲。1987年，於北京舉行的第一屆中國藝術節中作世界首演，由柳琴、中阮大師張鑫華獨奏，由閻惠昌指揮中央民族樂團演出。樂曲發表後，轟動海內外中樂樂壇，成功將「阮」這種中國樂器由中樂的伴奏樂器一躍而成一個有個性的獨奏樂器。
1988年該曲在香港電台播出時，職業樂評人梁寶耳認為，「在《云南回忆》中完全听不到『例行公事式的乐句，但整首作品流露出中国音乐的韵味』 ；『所用和声新颖而不新奇……更不以制造怪诞抢耳音响为目的』 ；“曲式及乐句、乐段之组合十分符合美学原理，对照中有均衡，均衡中有变化』 ；『主题乐句十分有个性，证明作曲者有运用乐音组成有格局之旋律之才华，是一位伟大作曲家之标志』；作者是『作曲技术主人而非技术奴隶，刘星将来必成为国际之作曲大师』 。」
樂曲後來經過多次修改，再經過劉星親遊雲南汲取靈感，最後於1997年定稿，同年他應當時已出任香港中樂團音樂總監的指挥家閻惠昌邀請，親自來港擔任獨奏，與他合作演繹這首成名作品。
自此，此曲成為學習中阮者的必彈曲目。

## 第二中阮協奏曲（2004）
2001年，香港月琴、中阮演奏家雷群安委約劉星為她的獨奏音樂會寫一部中阮協奏曲，而他當時已有寫作第二部中阮協奏曲的心願，所以一拍即合。然後用時三年，於2004年底完成，原曲是為西洋管弦樂團而作。後來由於各種原因，音樂會沒有舉行，作品亦塵封差不多十年之久。
及至2012年，香港中樂團藝術總監閻惠昌邀請他為2014「樂旅中國」音樂會（第42屆香港藝術節節目）委約創作作品，於是他將此首作品修改為民族樂隊與中阮的協奏曲，耗時一年才完成改編。
作品最終於2014年2月22日，於香港大會堂音樂廳的香港中樂團「樂旅中國VIII」音樂會（第42屆香港藝術節）中作世界首演，由閻惠昌指揮，首演的獨奏者為劉星的學生，毕业于上海音乐学院，中阮碩士研究生的新加坡青年中阮演奏家陳素敏（Tan Su-Min, Clara）。
據陳素敏指出，相對於《雲南回憶》，除了風格不同之外，技巧難度也有很大的提升。《雲南回憶》的第三樂章的快速技巧可以說是全曲中較有挑戰性的部份，而《第二中阮協奏曲》的每一個樂章都有自己獨特的難點和炫技的段落。此外，每個樂章的炫技段落基本上是越來越難，挑戰性一個比一個高。劉星則認為，指出一個優秀的演奏家需要具備三個條件，包括心態、勤奮、天賦。在物質至上的大環境下，心態尤為重要。心態就是方向，如果方向不對，在各種力量驅使下就會偏離得越來越遠。劉星認為陳素敏心態、勤奮、天賦三者俱備，是難能可貴之才，所以把《第二中阮協奏曲》的首演重任交給她。
該曲於香港中樂團隨後舉行的「我的樂旅中國最愛作品」投票中獲最高票數當選，香港中樂團因而決定在2015年第43屆香港藝術節的節目《樂旅中國IX》中，邀請陳素敏再次蒞臨香港，與香港中樂團合作演奏該首作品。

## 主要作品
- 《第二民族交響樂》(1984)
- 《動物組曲》(1986)
- 《中阮協奏曲─雲南回憶》(1987)
- 《二胡協奏曲》（1991）
- 《第三交響樂》（1997）
- 《第二中阮協奏曲》（2004）

## 專輯
- 《一意孤行》（1992）
- 《湖》(1995)
- 《樹》(1996)
- 《閑雲孤鶴》（1998）
- 《孤芳自賞》（1999）
- 《大洋洲》（2004）
- 《廣陵散》（2009）